# Distrito electoral local 5 de la Ciudad de México
El V Distrito Electoral Local de Ciudad de México es uno de los 33 distritos electorales Locales en los que se encuentra dividido el territorio de Ciudad de México. Su cabecera es la alcaldía Azcapotzalco.

## Ubicación
Abarca la sección sur y oriente de Azcapotzalco, así como el sector norte de Miguel Hidalgo. Limita al norte y al oeste con el distrito III dentro de la misma alcaldía, al oeste con el distrito II en la alcaldía Gustavo A. Madero, al sureste con el distrito IX en la alcaldía Cuauhtémoc y al sur con el distrito XIII, que abarca toda la alcaldía Miguel Hidalgo.

## Congreso de la Ciudad de México (desde 2018)
| Diputado                    | Grupo parlamentario | Legislatura | Periodo     |
| --------------------------- | ------------------- | ----------- | ----------- |
| Virgilio Caballero Pedraza  |                     | I           | 2018 - 2019 |
| Jesús Ricardo Fuentes Gómez | 2019 - 2021         | I           |             |
| Jesús Sesma Suárez          |                     | II          | 2021-2024   |
| Javier Ramos Franco         | 2024                | II          |             |
| Víctor Hugo Romo            |                     | III         | 2024 -      |

## Resultados electorales

### 2021
|  | 38.5591 % |

|  | 13.7693 % |

|  | 31.8716 % |

|  | 2.8284 % |

|  | 2.3704 % |

|  | 1.4312 % |

|  | 1.4552 % |

|  | 0.8144 % |

|  | 0.6175 % |

|  | 0.1233 % |

|  | 3.0411 % |

|  | 100.00 % |